# Neuvecelle
Neuvecelle ist eine französische Gemeinde im Département Haute-Savoie in der Region Auvergne-Rhône-Alpes.

## Geographie
Neuvecelle liegt auf 450 m, zehn Kilometer östlich der Stadt Thonon-les-Bains (Luftlinie), unmittelbar östlich an Évian-les-Bains anschließend. Das Dorf erstreckt sich im Chablais, an aussichtsreicher Lage am unteren Nordhang der Hochfläche des Pays de Gavot, rund 80 m über dem Seespiegel des Genfersees.
Die Fläche des 4,00 km² großen Gemeindegebiets umfasst einen Abschnitt am Südufer des Genfersees; die Seeuferlinie beträgt jedoch nur gerade 0,5 km. Vom Seeufer erstreckt sich das Gemeindeareal über den verhältnismäßig sanft aber stetig ansteigenden Hang bis in das Waldgebiet des Bois de Forchez und an den Rand des Hochplateaus. Unterhalb des Weilers Saint-Thomas wird mit 860 m die höchste Erhebung von Neuvecelle erreicht. Der Hang wird vom Dorfbach Ruisseau de Forchez entwässert.
Nachbargemeinden von Neuvecelle sind Maxilly-sur-Léman im Osten, Saint-Paul-en-Chablais und Larringes im Süden sowie Publier und Évian-les-Bains im Westen.

## Geschichte
Der heutige Ortsname entwickelte sich aus den früheren Namensformen Novassella und Neuveselle, was etwa so viel bedeutet wie neuer Herrschaftssitz. Im 19. Jahrhundert und Anfang des 20. Jahrhunderts machte Neuvecelle eine bedeutende wirtschaftliche Entwicklung als Nachbarort von Évian-les-Bains durch. Auf dem Gemeindegebiet wurden verschiedene große Hotels errichtet, darunter das Royal, die Ermitage und der Splendide (alle zwischen 1900 und 1910). Das Hotel Ermitage war das Quartier der deutschen Fußballnationalmannschaft während der 2016 in Frankreich ausgetragenen Europameisterschaft.

## Sehenswürdigkeiten
Die Kirche stammt aus dem 19. Jahrhundert. Ebenfalls erwähnenswert ist die Standseilbahn, die von Évian nach Neuvecelle führt. Der Betrieb wurde 1969 eingestellt, nach einer Restaurierung der Anlagen aber im Jahr 2002 wieder aufgenommen.

## Bevölkerung
| Jahr                       | 1962 | 1968 | 1975 | 1982 | 1990 | 1999 |
| Einwohner                  | 949  | 984  | 1288 | 1559 | 1949 | 2211 |
| Quellen: Cassini und INSEE |      |      |      |      |      |      |

Mit 3224 Einwohnern (Stand 1. Januar 2022) gehört Neuvecelle zu den mittelgroßen Gemeinden des Département Haute-Savoie. In den letzten Jahrzehnten wurde dank der schönen Wohnlage ein kontinuierliches starkes Wachstum der Einwohnerzahl verzeichnet. Fast der gesamte Hang ist heute locker mit Einfamilienhäusern, Villen und touristischen Anlagen überbaut.

## Wirtschaft und Infrastruktur
Noch bis weit ins 20. Jahrhundert hinein war der alte Kern von Neuvecelle ein vorwiegend durch die Landwirtschaft geprägtes Dorf. Heute ist es vor allem ein attraktiver Wohnort. Zahlreiche Erwerbstätige sind Wegpendler, die in den größeren Ortschaften der Umgebung, vor allem in Évian-les-Bains und Thonon-les-Bains, ihrer Arbeit nachgehen.
Die Ortschaft liegt abseits der größeren Durchgangsstraßen, ist aber von Évian-les-Bains leicht erreichbar. Weitere Straßenverbindungen bestehen mit Champanges, Saint-Paul-en-Chablais und Maxilly-sur-Léman.